# Liste der Baudenkmale in Lancken-Granitz
In der Liste der Baudenkmale in Lancken-Granitz sind alle Baudenkmale der Gemeinde Lancken-Granitz (Landkreis Vorpommern-Rügen) und ihrer Ortsteile aufgelistet. Grundlage ist die Veröffentlichung der Denkmalliste des Landkreises Vorpommern-Rügen, Auszug aus der Kreisdenkmalliste vom August 2015.

## Lancken-Granitz
| ID    | Lage          | Bezeichnung                            | Beschreibung | Bild           |
| ----- | ------------- | -------------------------------------- | ------------ | -------------- |
| 00391 |               | Kirche „St. Andreas“                   |              | Weitere Bilder |
| 00392 | Dorfstraße    | Kirchhof, Kriegergedenkstätte 1914/18  |              |                |
| 00393 | Dorfstraße 16 | Bauernhaus                             |              | Bauernhaus     |
| 00394 | Dorfstraße 35 | Pfarrhaus                              |              |                |
| 00390 | Lancken       | Gutshaus – Ruine                       |              |                |
| 00390 | Lancken       | Hauptallee                             |              |                |
| 00390 | Lancken       | Park mit Grablege und Umfassungsmauern |              |                |

## Preetz
| ID    | Lage       | Bezeichnung           | Beschreibung | Bild           |
| ----- | ---------- | --------------------- | ------------ | -------------- |
| 00499 | Preetz     | Pflasterstraße        |              | Pflasterstraße |
| 00826 | Preetz 16a | Wohnhaus (Zarnekow 1) |              |                |
| 00827 | Preetz 16a | Wohnhaus (Zarnekow 2) |              |                |
| 00498 | Preetz 5   | Wohnhaus (Schuster)   |              | Weitere Bilder |

## Gobbin
| ID    | Lage     | Bezeichnung                         | Beschreibung | Bild |
| ----- | -------- | ----------------------------------- | ------------ | ---- |
| 00263 | Gobbin 8 | Gutshaus                            |              |      |
| 00263 | Gobbin 8 | Gutsanlage                          |              |      |
| 00263 | Gobbin 8 | Gepflasterte Zufahrt, Hof           |              |      |
| 00263 | Gobbin 8 | Backhaus                            |              |      |
| 00263 | Gobbin 8 | Trafohaus                           |              |      |
| 00263 | Gobbin 8 | Parkrest, Allee und Natursteinmauer |              |      |